# Leiophron pallidifacia
Leiophron pallidifacia är en stekelart som först beskrevs av Loan och Tim R. New 1972.  Leiophron pallidifacia ingår i släktet Leiophron och familjen bracksteklar. Inga underarter finns listade i Catalogue of Life.